# PRECIOUS GARDEN (アルバム)
『PRECIOUS GARDEN』（プレシャス・ガーデン）は、椎名へきるの8枚目のオリジナルアルバム。

## 解説
- 前作から約11ヶ月ぶりとなる通算8枚目のオリジナルアルバム。全曲のサウンドプロデュースは前作から関わっていた明石昌夫が担当、7曲目「裸のプリンセルマーメイド」では明石が作曲も手掛けている。またFuntaも前作に引き続き参加しているほか、今作から初参加となった作詞家の田中花乃をはじめ、作曲家の望月衛、日比野信午が参加。
- 15thシングル「live to love-もう少し早く逢えたなら-」とそのカップリングの「Dive into you」、及び16thシングル「大切なページ」、17thシングル「あなたも知らない恋の果てに」を収録。3曲目「Love Graduation」も今作から先行して18thシングルとしてシングルカットされた。
- 椎名本人がパーソナリティーを務める同名のラジオ「椎名へきる PRECIOUS GARDEN」が6年間JFN系列で放送されていた。
- 椎名本人が自ら作曲に取り組んだ意欲作で、11曲中約半分が椎名の作曲（うち2曲作詞・作曲）

## 収録曲
| 全編曲: 明石昌夫。 |                                          |            |            |       |
| #                  | タイトル                                 | 作詞       | 作曲       | 時間  |
| 1.                 | 「be yourself」                          | 田中花乃   | 椎名へきる | 5:00  |
| 2.                 | 「discovery」                            | 田中花乃   | 椎名へきる | 4:10  |
| 3.                 | 「Love Graduation」                      | 望月衛     | 望月衛     | 5:05  |
| 4.                 | 「live to love-もう少し早く逢えたなら-」 | UCO        | UCO+吉見   | 4:54  |
| 5.                 | 「Still」                                | 田中花乃   | 椎名へきる | 5:40  |
| 6.                 | 「あなたも知らない恋の果てに」           | UCO        | UCO+吉見   | 4:38  |
| 7.                 | 「裸のプリンセスマーメイド」             | 椎名へきる | 明石昌夫   | 4:24  |
| 8.                 | 「MOON」                                 | 田中花乃   | 椎名へきる | 3:17  |
| 9.                 | 「Dive into you」                        | 椎名へきる | 椎名へきる | 4:22  |
| 10.                | 「Chance!」                              | 椎名へきる | 椎名へきる | 4:40  |
| 11.                | 「大切なページ」                         | 日比野信午 | 日比野信午 | 4:44  |
| 合計時間:          | 合計時間:                                | 合計時間:  | 合計時間:  | 50:54 |